# Diaminobencidina

Nombre de la UIPAC 3,3',4,4'-Biphenyltetramine

La diaminobencidina o DAB es un producto químico generalmente conjugado a un anticuerpo, es decir, que el anticuerpo lleva unida covalentemente una molécula de DAB, que se utiliza principalmente para ensayos de inmunocitoquímica e inmunohistoquímica
Nombre químico: 3,3‐Diaminobencidina

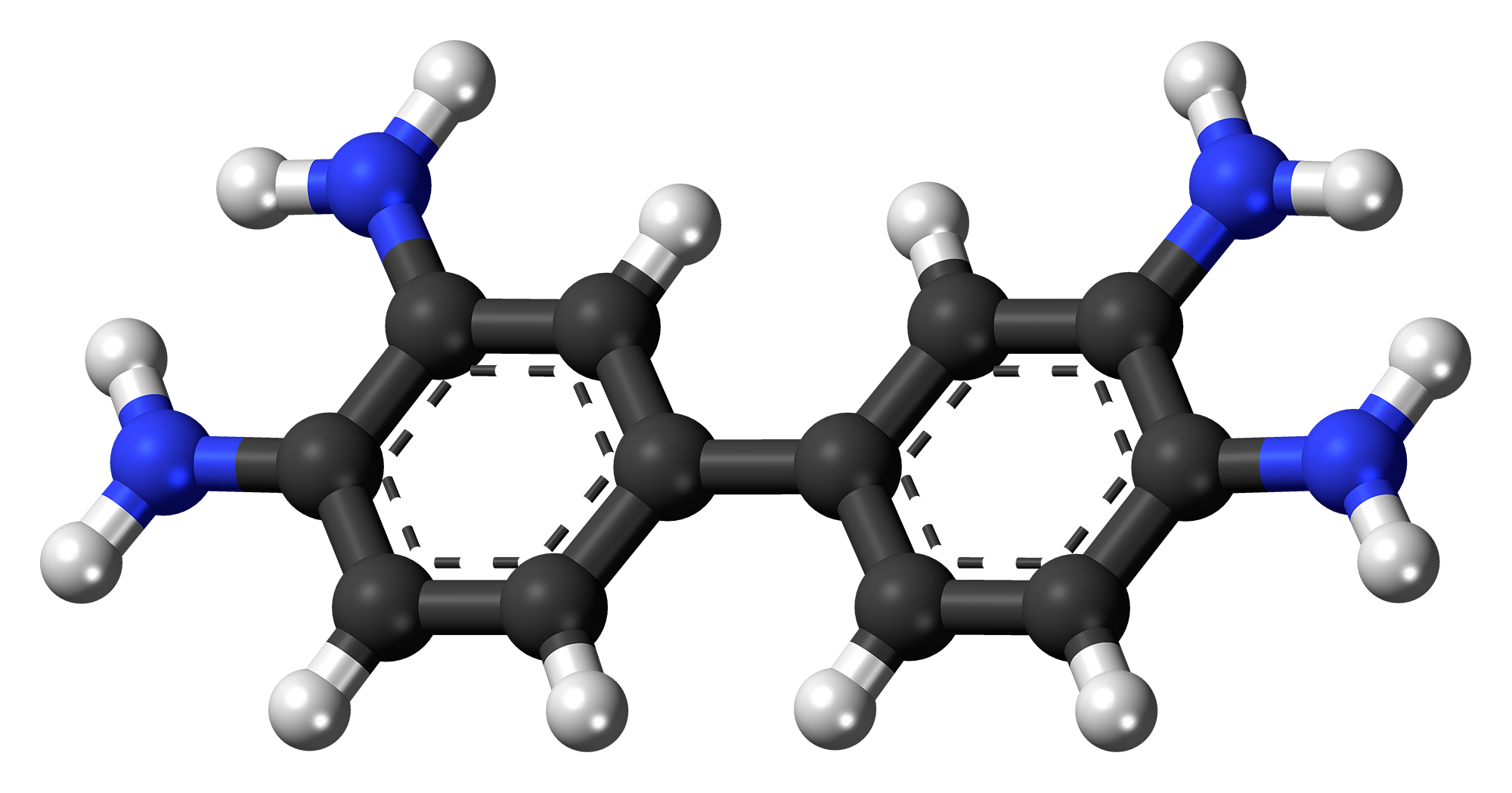
3,3‐Diaminobencidina en modelo 3D de bolas

Fórmula química: C12H14N4

## Funcionamiento
La diaminobencidina reacciona con el agua oxigenada (H2O2), generando un sustrato que reacciona con la enzima peroxidasa, dando como resultado un producto que precipita y forma una señal visible de color marrón oscuro de forma permanente.

## Utilización
La DAB se utiliza principalmente en ensayos de inmunocitoquímica e inmunohistoquímica, con el objetivo de marcar de forma visible en una preparación de un corte tisular la molécula o estructura celular que se esté buscando en el tejido (inmunohistoquímica) o en las células (inmunocitoquímica). Para realizar este marcado se utilizan anticuerpos que llevan conjugados (asociados, unidos) moléculas de DAB, de tal manera, que el anticuerpo se unirá de forma muy específica a la estructura que buscamos y de forma covalente (muy fuerte); posteriormente, añadiendo agua oxigenada (H2O2) y peroxidasa se genera una reacción química que da como resultado un precipitado marrón (una pequeña mancha marrón) que nos indica el lugar exacto en todo el tejido donde se encuentra la estructura o molécula que buscábamos con el anticuerpo.

## Ventajas e inconvenientes
El otro método más utilizado en inmunocito e histoquímica es la fluorescencia, por tanto las ventajas y desventajas del DAB se suelen comparar con la fluorescencia:

### Ventajas
1. Es un producto que no se desgasta con la luz, a diferencia de los fluorocromos que sí van perdiendo señal si están expuestos a la luz; por tanto, no precisa de tanta precaución en el laboratorio a la hora de su uso.
2. La señalización es permanente, el precipitado siempre va a estar ahí y la muestra se puede revisar siempre que se quiera, en cambio, el marcaje por fluorescencia solo puede observarse un par de veces o tres máximo, ya que para que de señal han de estimularse los fluorocromos con luz fluorescente, lo cual los desgasta.

### Desventajas
1. La señal marrón que se produce con el DAB no puede ser cuantificada, solo cualificada, es decir que no podemos expresar de forma numérica cuanta molécula tenemos, solo decir había mucho, poco, suficiente, etc. En el caso de la fluorescencia, podemos medir las cuentas (reacciones de luz que emiten los fluorocromos) de forma cuantitativa, es decir, podemos decir que en la muestra se han producido 400 cuentas, por lo que hay 400 moléculas.